# Streptopus
Streptopus (čepnjak; lat. Streptopus), rod trajnica iz porodice ljiljanovki (Liliaceae) smješten u potporodicu Streptopoideae. Domovina ovog roda je Sjeverna Amerika, i dijelovi Europe i Azije.
Priznato je 10 vrsta. U Hrvatskoj je prisutna samo jedna vrsta, to je obuhvatni čepnjak, (S. amplexifolius).

## Vrste
1. Streptopus amplexifolius (L.) DC.
2. Streptopus chatterjeeanus S.Dasgupta
3. Streptopus koreanus (Kom.) Ohwi
4. Streptopus lanceolatus (Aiton) Reveal
5. Streptopus obtusatus Fassett
6. Streptopus × oreopolus Fernald
7. Streptopus ovalis (Ohwi) F.T.Wang & Y.C.Tang
8. Streptopus parasimplex H.Hara & H.Ohashi
9. Streptopus parviflorus Franch.
10. Streptopus simplex D.Don
11. Streptopus streptopoides (Ledeb.) Frye & Rigg